# Combles de l'église d'Amayé-sur-Orne
Combles de l'église d'Amayé-sur-Orne este o arie protejată (sit de importanță comunitară — SCI) din Franța întinsă pe o suprafață de 0,05 ha, integral pe uscat.

## Localizare
Centrul sitului Combles de l'église d'Amayé-sur-Orne este situat la coordonatele 49°05′08″N 0°26′17″W / 49.08556°N 0.43806°V.

## Înființare
Situl Combles de l'église d'Amayé-sur-Orne a fost declarat arie specială de conservare în baza directivei 92/43 din 1992 referitoare la conservarea habitatelor naturale și a faunei și florei sălbatice pentru a proteja 1 specie de animale.

## Biodiversitate
Situată în ecoregiunea atlantică, aria protejată nu include niciun habitat protejat.
La baza desemnării sitului se află o specie protejată de  mamifere: liliac comun (Myotis myotis).